# Karymskoïe
Karymskoïe (en russe : Карымское) est une commune urbaine du kraï de Transbaïkalie, en Russie, comptant 13037 habitants en 2010.

## Histoire
Fondée probablement en 1761, elle est initialement baptisée "Karymov", en langue Evenks.
Après l'inondation de 1897, la gare est reconstruite sur un terrain plus élevé.

## Économie
Aujourd'hui, une bonne partie de l'économie locale tourne autour du rail et de la route (trafic et entretien), mais aussi dans une usine d'électromécanique. Aujourd'hui, en raison de l'activité minière de la région, la ville bénéficie d'un statut central en matière de fret ferroviaire.